# Кыдырали, Дархан Куандыкулы
Дархан Куандыкулы Кыдырали (16 апреля, 1974, Тюлькубасский район, Южно-Казахстанская область) —  26 сентября 2023 года Указом Президента Республики Казахстан назначен Депутатом Сената Парламента Республики Казахстан VIII созыва, Секретарь Комитета по международным отношениям, обороне и безопасности. Публицист, государственный и общественный деятель. Член Национального курултая при Президенте Республики Казахстан. Член бюро Политического совета партии Amanat. Доктор исторических наук, профессор, академик НАН РК. Имеет дипломатический ранг Чрезвычайного и полномочного посланника II класса. Со 2 сентября 2022 года по 1 сентября 2023 года - Министр информации и общественного развития Республики Казахстан.

## Биография
Кыдырали Дархан Куандыкулы родился 16 апреля 1974 года в Тюлькубасском районе Южно-Казахстанской (ныне Туркестанской) области. Получил образование в КазНУ имени аль-Фараби (1991—1992 г.г.), университетах Турции Мармара (1992—1996 г.г.), Докуз Эйлюль (1996—1997 г.г.), Эгей (1997—1998 г.г.), Стамбульском (1998—2001 г.г). В университете Эгей защитил диссертацию. В Стамбульском университете защитил докторскую диссертацию и получил ученую степень доктора философии (PhD) (2001 г.). Защитил докторскую диссертацию в КазНПУ имени Абая, получив ученую степень доктора исторических наук (2010 г.). Почетный профессор Евразийского национального университета имени Л. Н. Гумилева в Астане, Ошского университета в Кыргызстане. Почетный доктор Национальной академии наук Азербайджана (2016 г.). Почетный доктор Национальной академии наук Монголии (2017 г.). Академик Международной академии Ч.Айтматова. Почетный академик Национальная академия наук Киргизской Республики (2022).

## Карьера
- 2001—2005 гг. — старший научный сотрудник, ученый секретарь, заведующий кафедрой, руководитель аппарата, ведущий научный сотрудник Международного казахско-турецкого университета имени Х. А. Яссави;
- 2005—2006 гг. — Доцент, старший научный сотрудник Евразийского национального университета имени Л. Н. Гумилева.
- 2006—2007 гг. — Заместитель директора Президентского центра культуры Республики Казахстан.
- 2007—2008 гг. — Советник министра образования и науки министра образования и науки Республики Казахстан.
- 2008—2009 гг. — Эксперт, заведующий сектором Администрации Президента Республики Казахстан.
- 2009—2012 гг. — заместитель пресс-секретаря Президента Республики Казахстан.
- 2012 году избран членом Правления Союза писателей Казахстана.
- С 2012 года — заместитель Генерального секретаря Тюркского совета.
- 2014—2022 гг. — президент Международной Тюркской академии.
- С 2015 года — Глава секретариата Союза Национальных академий наук тюркского мира. В 2015 году организовал международное культурное мероприятие «Наследие Коркыта и Тюркский мир» в штаб-квартире ЮНЕСКО в Париже [2], в 2016 году — международный симпозиум «Синергия на Шелковом пути и План 2030» в штаб-квартире ООН в Нью-Йорке[3], в 2018 году — международное культурное мероприятие «Модернизация общественного сознания и культурное наследие: прошлое и будущее тюркского языка».
- С июля 2016 года Председатель правления АО "Республиканская газета «Егемен Қазақстан».
- С сентября 2018 года — 31 августа 2022 года назначен президентом Международной Тюркской академии на второй срок.[6]
- Со 2 сентября 2022 года по 1 сентября 2023 года — министр информации и общественного развития Республики Казахстан.[7]
- С 26 сентября 2024 года по настоящее время — депутат Сената Парламента Республики Казахстан.

## Общественная деятельность
- Член Национального Курултая
- Главный координатор Бюро по Центральной Азии Мусульманского совета старейшин
- Председатель Общественного совета Агентства по противодействию коррупции
- Член комиссии по присуждению Государственной премии Республики Казахстан
- Член правления Союза писателей Казахстана
- Член уполномоченного совета Международного Казахско-Турецкого университета имени Ходжа Ахмета Яссави
- Член Государственной комиссии по полной реабилитации жертв политических репрессий

## Личная жизнь
Женат. Пятеро детей.

## Труды
- Мұстафа Шоқай. Анкара, 2001 г.
- Тараз тарихы. Тараз, 2005 г.
- Түрік халықтары әдебиеті тарихы[уточнить] (коллективный сборник). Туркестан, 2005 г.
- Тарпаңды таңдап міндім тағалап. Тараз, 2005 г.
- Жүрегіне қаламын сүйеген. Астана, 2007 г.
- Мұстафа Шоқай. Астана, Фолиант, 2007 г. (серия «Нартұлға»)
- Қазақ ұлт-азаттық қозғалысы. Ұлық Түркістан. Астана, 2008 г.
- Қазақ ұлт-азаттық қозғалысы. Тұтас Түркістан идеясы. Астана, 2008 г.
- Ұлық Түркістан, Астана, 2008 г.
- Атымды адам қойған соң... Астана, 2008 г.
- Жерұйық. Астана, 2009 г.
- Әлемдік тұлға. Астана, 2010 г.
- Мұстафа. Астана, 2012 г.
- «Мәңгі тас», Алматы, издательство «Ғылым», 2015 г.
- «Ұлы дала тарихы», Астана, издательство «Ғылым», 2018 г.
- «Общая тюркская история» (8 класс), Баку, Нур-Султан, 2019 г.
- «Мұстафа». Астана, 2024 г.
- «Тамыр». Алматы, 2024 г.
- «Абыздар аманаты». Алматы, 2024 г.
- «Нүкте философиясы». Астана, 2024 г.
- «Ташқа жазылған тарых». 2024 г.

## Награды

### Национальные
- Государственная молодёжная премия «Дарын» (2008).
- Благодарственное письмо Президента Республики Казахстан (2010).
- Юбилейная медаль «Қазақстан Республикасының Тәуелсіздігіне — 20 жыл» (2011).
- Премия имени Култегин за достижения в сфере тюркологии (2014).
- Юбилейная медаль «20 лет Ассамблее народа Казахстана» (2015).
- Нагрудный знак «Ақпарат саласының үздігі» (2017).
- Юбилейная медаль «25 лет дипломатической службе Республики Казахстан» (2017).
- Почётный гражданин Тюлькубасского района (2018).
- Юбилейная медаль «Астана 20 жыл» (2018).
- Орден «Парасат» (2018).
- Золотая медаль Ассамблеи народа Казахстана «Бiрлiк» (2019)
- Благодарность Президента Республики Казахстан (2019)
- Премия Президента Республики Казахстан в области средств массовой информации (2020)[8]
- Юбилейный медаль «Қазақстан Конституциясына 25 жыл»
- «Почетный работник образования Республики Казахстан» (2022)
- Благодарственное письмо Президента Республики Казахстан (2024)
- Орден «Барыс» 3 степени (2024);[9]

### Международные
- Премия «За служение Тюркскому миру» (2015).
- Премия Тюркского мира «Қызыл алма» (2015).
- Золотая медаль Стратегического исследовательского центра «Новая Турция» (Yeni Türkiye) за «Вклад в Тюркскую историю и культуру» (2015).
- Почётный знак «За заслуги в развитии печати и информации» (24 ноября 2016 года, Межпарламентская ассамблея СНГ) — за значительный вклад в формирование и развитие общего информационного пространства государств — участников Содружества Независимых Государств, реализацию идей сотрудничества в сфере печати и информации[10].
- Международное звание «Человек года», присвоенное Центром стратегических исследований «Шелковый путь» и журналом «Шелковый путь» (2017).
- Офицер ордена Заслуг (2017, Венгрия)
- Орден «Дружба» (28 декабря 2017 года, Азербайджан) — за заслуги в развитии дружественных связей между народами Азербайджана и Казахстана[11].
- Орден Полярной звезды (2021, Монголия)[12].
- Медаль «Данк» (23 июня 2022 года, Кыргызстан) — за вклад в развитие системы образования и науки Кыргызской Республики[13].
- Орден «Достук» (12 апреля 2024 года, Кыргызстан) — за большой вклад в социально-экономическое развитие Кыргызской Республики и укрепление сотрудничества между Кыргызской Республикой и Республикой Казахстан[14][15].